# Vattenfickmossa
Vattenfickmossa (Fissidens fontanus) är en bladmossart som beskrevs av Steudel 1824. Vattenfickmossa ingår i släktet fickmossor, och familjen Fissidentaceae. Enligt den finländska rödlistan är arten nära hotad i Finland. Arten är reproducerande i Sverige. Artens livsmiljö är sjöar. Inga underarter finns listade i Catalogue of Life.